# Callidula jucunda
Callidula jucunda es una polilla de la familia Callidulidae. Es endémico de Sondalandia, una región biogeográfica del sureste de Asia.